# Pull Up to the Bumper
"Pull Up to the Bumper" fue el tercer sencillo de Grace Jones de su aclamado álbum Nightclubbing (1981) y desde entonces ha llegado a ser uno de los temas que más identifica a Jones. La canción fue coescrito por ella misma, Sly Dunbar, Dana Mano y Robbie Shakespeare.
Tras su lanzamiento, la canción pasó siete semanas en el #2 en los Estados Unidos Billboard Hot Dance Club Play. La versión original de 1981 alcanzó el puesto #53 en el UK Singles Chart. Fue relanzada como sencillo en 1985, con la grabación de la canción de 1977 "La Vie en Rose", como la cara B, y este alcanzó el puesto #12 en la lista de discos del Reino Unido a principios de 1986.
La canción también fue grabada para A One Man Show de 1982, y dos videos musicales fueron producidos: una versión en vivo de la canción, y otra la versión de estudio que contiene imágenes incluidas en la película Koyaanisqatsi.

## Versiones 12"
Con los años, "Pull Up to the Bumper" ha sido remezclado en varias ocasiones. El original de 12 pulgadas solo contó con la grabación original sin editar álbum como una mezcla extendida de 6min 45seg. Una versión extendida de 7min 17seg se incluyó como lado B de la canción "Walking in the Rain", esta versión puede encontrarse en la compilación de Universal Music CD 12"/80. "Walking in the Rain" en la versión 7" cuenta con una canción sustituta como el lado B, llamada "Peanut Butter" y se acreditarán al Compass Point All Stars. En 1985, el tema fue nuevamente mezclado y relanzado para promover el álbum recopilatorio Island Life, y fue lanzado en dos diferentes mezclas de 12", una extendida con una mezcla, doblajes y teclado adicional y un remix de Paul "Groucho" Smykle, los otros ocho minutos del megamix fue titulado "Musclemix", que incluía extractos de canciones como "Warm Leatherette", "Walking in the Rain", "Use Me", "Love Is The Drug" y "Slave To The Rhythm". Muchas de estas mezclas permanecen inéditas en CD.

## Controversia
La canción desató la polémica por sus frases sugestivas, las cuales, literalmente, describen una relación sexual. Entre algunas se encuentran: "Tira hacia arriba mi parachoque, baby / En su limusina larga y negra / Tira arriba mi parachoque, baby / Empuja entre medio", así como "Lubrícalo / Permítame lubricarlo". 
Debido a esta controversia, en Argentina se tradujo su título como "Acércate a la bailarina".

## Otras versiones
- Una versión fue publicada por el cantante de reggae Patra en 1995, versión que incluyó en el álbum Scent of Attraction. Alcanzó el #60 en el U.S. Hot 100, #21 en el R&B Chart y el #15 en el Dance Chart.

- El artista danés Funkstar De Luxe remezcló la canción original con la voz de Jones, y fue lanzada como sencillo el año 2000. Alcanzó el #4 en el U.S. Billboard Dance Chart[1] y el #60 en el UK Pop Chart.[5]

- Otra versión fue lanzada por la cantante australiana de R&B Deni Hines, la cual fue presentada en la película The Wog Boy (2000). Alcanzó el #36 en el Australian ARIA Charts en febrero del 2000.

- También el año 2000, la banda Made in London grabó una versión corta de la canción.

## Lista de canciones
- US 7" single (1981) IS 49697

1. "Pull Up To The Bumper" (Editada) - 3:40
2. "Breakdown" - 3:00

- UK 7" single (1981) WIP6696

1. "Pull Up To The Bumper" (Editada) - 3:40
2. "Feel Up" - 4:02

- NE 7" promo (1981)

1. "Pull Up To The Bumper" (Editada) - 3:40
2. "Feel Up" - 3:53

- MX 7" promo (1981)

1. "Pull Up To The Bumper" (Editada) (3:40)
2. "Feel Up" - 3:53

- US 12" promo (1981) PRO-A-936

1. "Pull Up To The Bumper" - 4:30
2. "Pull Up To The Bumper" (Versión party) - 5:45

- UK 12" single (1981) 12WIP6696

1. "Pull Up To The Bumper" (UK 12" Remix)
2. "Feel Up" (Remix)

- UK 7" single (1985) IS 240

1. "Pull Up To The Bumper" (Remix) - 3:40
2. "La Vie En Ros'e (Versión 7") - 3:35

- GE 7" single (1985) 107 876

1. "Pull Up To The Bumper (Remix) - 3:40
2. "La Vie En Rose" (Versión 7") - 3:35

- UK 12" single (1985) 12IS 240

1. "Pull Up To The Bumper" (Remix) - 6:24
2. "La Vie En Rose" - 7:24
3. "Nipple To The Bottle" - 5:55

- GE 12" single (1985) 602 138

1. "Pull Up To The Bumper" (Remix) - 6:24
2. "La Vie En Rose" - 7:24
3. "Nipple To The Bottle" - 5:55

- NZ 12" single (1985) X14270

1. "Pull Up To The Bumper" (Remix) - 6:24
2. "La Vie En Rose" - 7:24
3. "Nipple To The Bottle" - 5:55

- US 12" single (1985) 0-96862

1. "Pull Up To The Bumper" - 4:40
2. "Nipple To The Bottle" (Versión 12") - 6:57

- UK CASS single (1986) CIS 240

1. "Pull Up To The Bumper" (Remix) - 6:24
2. "Nipple To The Bottle" - 7:24
3. "La Vie En Rose" - 5:55
4. "Peanut Butter" - 3:05 (Instrumental de "Pull Up To The Bumper")